# Vicente Duncan
Vicente Duncan Martínez (Zona del Canale di Panama, 17 aprile 1954) è un ex cestista e allenatore di pallacanestro panamense.

## Carriera
Da allenatore ha guidato Panama ai Campionati americani del 2007.